# 凯西·莱格勒
凯西·莱格勒（Casey Legler，1977年4月26日—），前法國國家隊泳手，曾參加1996年夏季奧林匹克運動會，是首個以男性身份與福特模特兒公司簽約的女性模特兒，有時裝界花木蘭的美譽。